# Cryptista
Cryptista es un filo de protistas que agrupa a las algas de Cryptophyta y a varios grupos de organismos heterótrofos relacionados con ellas. Las criptofitas son algas que presentan cloroplastos con clorofilas a y c, que por el tipo de clorofila y por estar rodeados por cuatro membranas se supone que proceden de la endosimbiosis secundaria de un alga roja. El resto de los grupos son heterótrofos. Todos estos grupos se caracterizan por presentar apéndices en la forma de tripletes de fibras tubulares en el flagelo anterior. En los árboles filogenéticos constituye el grupo hermano de Archaeplastida o el reino Plantae.
A continuación se muestra el árbol filogenético de los distintos grupos:
|  | Microhelida   |
|  |               |
|  | Heliomonadida |
|  |               |

|                | Kathablepharida                                                                             |
|                |                                                                                             |
|                | \| \| Goniomonadea \| \| \| \| \| + Rhodophytina \| Cryptophyceae \| \| \| Cryptophyceae \| |
|                |                                                                                             |
|                | Goniomonadea                                                                                |
|                |                                                                                             |
| + Rhodophytina | Cryptophyceae                                                                               |
|                | Cryptophyceae                                                                               |

|                | Goniomonadea  |
|                |               |
| + Rhodophytina | Cryptophyceae |
|                | Cryptophyceae |

|                | Kathablepharida                                                                             |
|                |                                                                                             |
|                | \| \| Goniomonadea \| \| \| \| \| + Rhodophytina \| Cryptophyceae \| \| \| Cryptophyceae \| |
|                |                                                                                             |
|                | Goniomonadea                                                                                |
|                |                                                                                             |
| + Rhodophytina | Cryptophyceae                                                                               |
|                | Cryptophyceae                                                                               |

|                | Goniomonadea  |
|                |               |
| + Rhodophytina | Cryptophyceae |
|                | Cryptophyceae |

|  | Microhelida   |
|  |               |
|  | Heliomonadida |
|  |               |

|                | Kathablepharida                                                                             |
|                |                                                                                             |
|                | \| \| Goniomonadea \| \| \| \| \| + Rhodophytina \| Cryptophyceae \| \| \| Cryptophyceae \| |
|                |                                                                                             |
|                | Goniomonadea                                                                                |
|                |                                                                                             |
| + Rhodophytina | Cryptophyceae                                                                               |
|                | Cryptophyceae                                                                               |

|                | Goniomonadea  |
|                |               |
| + Rhodophytina | Cryptophyceae |
|                | Cryptophyceae |

|                | Kathablepharida                                                                             |
|                |                                                                                             |
|                | \| \| Goniomonadea \| \| \| \| \| + Rhodophytina \| Cryptophyceae \| \| \| Cryptophyceae \| |
|                |                                                                                             |
|                | Goniomonadea                                                                                |
|                |                                                                                             |
| + Rhodophytina | Cryptophyceae                                                                               |
|                | Cryptophyceae                                                                               |

|                | Goniomonadea  |
|                |               |
| + Rhodophytina | Cryptophyceae |
|                | Cryptophyceae |